# Francis Howard McKay
Francis Howard McKay   (7 de març de 1901 - setembre 1985) va ser un compositor i educador musical estatunidenc. Va ser el tercer fill de la parella Frederick Harrison McKay i Ila Diantha Pangborn i, per tant, un germà petit de George Frederick McKay, també compositor.